# Madonna in gloria con Bambino, santi e donatore
La Madonna in gloria con Bambino, santi e donatore è un dipinto a olio su tela centinata realizzata dal Moretto, databile al 1525 circa e conservato nella chiesa di San Lorenzo Martire a Manerbio, nel bresciano, come pala.